# Arenaria kourosii
Arenaria kourosii là loài thực vật có hoa thuộc họ Cẩm chướng. Loài này được Parsa mô tả khoa học đầu tiên năm 1947.